# 挑戰者號遠征

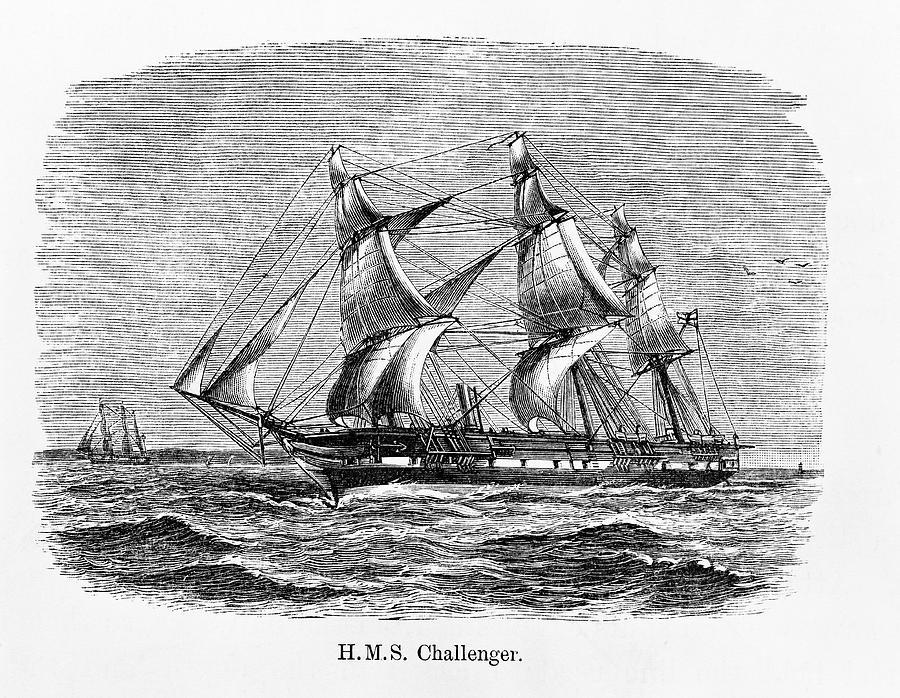
一张描绘了挑战者号外观的插图

挑战者号科学考察是1872年至1876年期间，使用英国军舰挑战者号（HMS Challenger）实施的一次科学考察活动，它完成了多项发现，为海洋学的建立奠定了基础。
在苏格兰，爱丁堡大学和莫契斯东中学的查尔斯·威维尔·汤姆森的提请下，伦敦皇家学会从英国皇家海军那里获得了英国舰队挑战者号的使用权。他们于1872年将它改进用于科学工作，并为它装备了独立的自然史和化学实验室。
由乔治·奈尔斯指挥的挑战者号，于1872年12月21日从英国的朴茨茅斯启程。 由汤姆森亲自负责科学监督，该船为进行测量和探索行进了近七万海里。考察的结果被收入《1873~1876年间英国舰队挑战者号进行探索性航海科学结论的报告》，列出了超过4000种先前未知的物种。管理这次出版发行的海洋学家——約翰·默里把这次报告描述为“自十五、十六世纪的著名发现后，对我们星球的了解上最伟大的进步”。
经过1606天不间断的考察，713天的海上航行，挑战者号于1876年5月24日回到了汉普郡的斯皮特海德。在它68,890-海里（127,580-）的旅行中,它进行了492次深海探通、133次海底挖掘、151次开阔水面拖网以及263次连续的水温测定，并发现了约4717种海洋新物种。现在，挑战者号科学考察的成果被英国各地多个海洋协会所保存，包括南安普敦的英国国家海洋学中心、泰恩—威尔郡卡伦考兹（Cullercoats）的多弗海洋实验室。
挑战者号航天飞机就是根据英国挑战者号命名的。